# Vendrennes
Vendrennes est une commune française située dans le département de la Vendée, en région Pays de la Loire.
Ses habitants sont les Vendrennais et les Vendrennaises.

## Géographie
Le territoire municipal de Vendrennes s'étend sur 1 716 hectares. L'altitude moyenne de la commune est de 96 mètres, avec des niveaux fluctuant entre 68 et 111 mètres,.

### Communes limitrophes
| Saint-Fulgent                       | Mesnard-la-Barotière      | Les Herbiers |
| Saint-André-Goule-d'Oie             | Vendrennes                |              |
| Sainte-Florence (Essarts-en-Bocage) | L'Oie (Essarts-en-Bocage) | Mouchamps    |

### Localisation
Vendrennes est située dans le nord-est du département de la Vendée et la région Pays de la Loire, au cœur de la région naturelle et historique du Bocage vendéen.
La commune se s'étend sur 1 692 hectares (16,92 km2) au cœur du bocage vendéen, au pieds des collines ayant donné leur nom au Haut-Bocage.
Le bourg de Vendrennes se situe à 37,5 km de Cholet, 38 km de La Roche-sur-Yon, 65,1 km de Nantes, 76,6 km des Sables-d'Olonne et 87,9 km de La Rochelle.
Les communes voisines les plus proches sont Les Herbiers (à 5 km du bourg), Mesnard-la-Barotière (5 km), L'Oie (2 km), Sainte-Florence (3 km), Saint-André-Goule-d'Oie (7 km) et Saint-Fulgent (7 km).
En dépendent un certain nombre de lieux-dits, tels le Bois-Goyers, la Guierche, la Verrie, le Pinier, la Maquignerie, la Galerie, le Coût...

### Hydrographie
Situé à 86 mètres d'altitude, le Vendrenneau est le principal cours d'eau qui traverse du sud vers le nord la commune de Vendrennes.
Il existe plusieurs ruisseaux secondaires se jetant ensuite dans le Vendrenneau. Par exemple, dans l'ouest de la commune, le Fondion sert de délimitation avec la commune de Saint-André-Goule-d'Oie sur une bonne partie de son tracé.

### Environnement
En 2011, le Pays-des-Herbiers, dont Vendrennes fait partie, a reçu pour la deuxième fois le Ruban du développement durable pour la période 2011/2013 pour ses actions en faveur d'un développement durable inscrites dans son Agenda 21. Il fait ainsi partie des 39 territoires distingués en France et le premier de la Région des Pays de la Loire.

### Prix de l'eau
Le « prix de l’eau » doit permettre de financer l'ensemble des investissements (mise en place de nouveaux ouvrages, mise aux normes du patrimoine existant, renouvellement du patrimoine...) mais aussi les frais de fonctionnement du service (frais de personnel du service, électricité, produits de traitement, renouvellement du matériel, analyses, élimination des déchets...). L'observatoire national des services d'eau et d'assainissement publie la description actualisée des services publics d'eau potable et d'assainissement, qu’il s'agisse de leur organisation, de leur tarif ou de leur performance. Le prix au m3 est calculé pour une consommation annuelle de 120 m3 (référence INSEE).
| Domaine        | Commune    | 2008 | 2009 | 2010 | 2011 | 2012 | 2013 | 2014 | 2015 | 2016 | 2017 |
| -------------- | ---------- | ---- | ---- | ---- | ---- | ---- | ---- | ---- | ---- | ---- | ---- |
| Eau potable    | Vendrennes | 2,22 | 2,20 | 2,20 | 2,22 | 2,21 | 2,21 | 2,21 | 2,21 | 2,20 | 2,20 |
| Eau potable    | Vendée     |      |      | 2,14 | 2,22 | 2,19 | 2,20 |      | 2,13 |      |      |
| Eau potable    | France     |      |      | 1,93 | 1,96 | 2    | 2,03 |      |      |      |      |
| Assainissement | Vendrennes |      |      |      | 1,60 | 1,59 | 1,66 | 1,70 |      |      |      |
| Assainissement | Vendée     |      |      |      |      |      |      |      |      |      |      |
| Assainissement | France     |      |      | 1,73 | 1,82 | 1,85 | 1,89 |      |      |      |      |

### Voies de communication et transports

#### Voies routières
Vendrennes est desservie par deux anciennes routes nationales, aujourd'hui déclassées en routes départementales :
- la RD 160 (ex-RN 160) : Les Sables-d'Olonne ↔ Vendrennes ↔ Cholet, Angers ;
- la RD 137 (ex-RN 137) : Saint-Malo, Rennes, Nantes ↔ Vendrennes ↔ La Rochelle, Bordeaux.

Vendrennes est également desservie par deux sorties d'autoroutes :
- la A87 (Angers ↔ La Roche-sur-Yon) : sortie no 29 : Les Herbiers ;
- la A83 (Nantes ↔ Niort) : sortie no 5 : Les Essarts.

#### Transports ferroviaires
En 1933, le trafic voyageurs, qui passait par le bourg, est supprimé entre L'Oie et Les Herbiers.

### Voies
| 44 odonymes recensés à Vendrennes au 16 mai 2018 | 44 odonymes recensés à Vendrennes au 16 mai 2018 | 44 odonymes recensés à Vendrennes au 16 mai 2018 | 44 odonymes recensés à Vendrennes au 16 mai 2018 | 44 odonymes recensés à Vendrennes au 16 mai 2018 | 44 odonymes recensés à Vendrennes au 16 mai 2018 | 44 odonymes recensés à Vendrennes au 16 mai 2018 | 44 odonymes recensés à Vendrennes au 16 mai 2018 | 44 odonymes recensés à Vendrennes au 16 mai 2018 | 44 odonymes recensés à Vendrennes au 16 mai 2018 | 44 odonymes recensés à Vendrennes au 16 mai 2018 | 44 odonymes recensés à Vendrennes au 16 mai 2018 | 44 odonymes recensés à Vendrennes au 16 mai 2018 | 44 odonymes recensés à Vendrennes au 16 mai 2018 | 44 odonymes recensés à Vendrennes au 16 mai 2018 | 44 odonymes recensés à Vendrennes au 16 mai 2018 | 44 odonymes recensés à Vendrennes au 16 mai 2018 | 44 odonymes recensés à Vendrennes au 16 mai 2018 | 44 odonymes recensés à Vendrennes au 16 mai 2018 |
| Allée                                            | Ave.                                             | Bld                                              | Carr.                                            | Chemin                                           | Cité                                             | Clos                                             | Imp.                                             | Pass.                                            | Place                                            | Pont                                             | Promenade                                        | Route                                            | Rue                                              | Ruelle                                           | Sentier                                          | Square                                           | Autres                                           | Total                                            |
| ------------------------------------------------ | ------------------------------------------------ | ------------------------------------------------ | ------------------------------------------------ | ------------------------------------------------ | ------------------------------------------------ | ------------------------------------------------ | ------------------------------------------------ | ------------------------------------------------ | ------------------------------------------------ | ------------------------------------------------ | ------------------------------------------------ | ------------------------------------------------ | ------------------------------------------------ | ------------------------------------------------ | ------------------------------------------------ | ------------------------------------------------ | ------------------------------------------------ | ------------------------------------------------ |
| 2                                                | -                                                | -                                                | -                                                | -                                                | -                                                | -                                                | 12                                               | -                                                | 3                                                | -                                                | -                                                | 2                                                | 23                                               | -                                                | -                                                | -                                                | 2,                                               | 44                                               |
| Notes « N »                                      | Notes « N »                                      | 1. 2. 3. 4. 5. 6. 7.                             | 1. 2. 3. 4. 5. 6. 7.                             | 1. 2. 3. 4. 5. 6. 7.                             | 1. 2. 3. 4. 5. 6. 7.                             | 1. 2. 3. 4. 5. 6. 7.                             | 1. 2. 3. 4. 5. 6. 7.                             | 1. 2. 3. 4. 5. 6. 7.                             | 1. 2. 3. 4. 5. 6. 7.                             | 1. 2. 3. 4. 5. 6. 7.                             | 1. 2. 3. 4. 5. 6. 7.                             | 1. 2. 3. 4. 5. 6. 7.                             | 1. 2. 3. 4. 5. 6. 7.                             | 1. 2. 3. 4. 5. 6. 7.                             | 1. 2. 3. 4. 5. 6. 7.                             | 1. 2. 3. 4. 5. 6. 7.                             | 1. 2. 3. 4. 5. 6. 7.                             | 1. 2. 3. 4. 5. 6. 7.                             |
| Sources : rue-ville.info                         |                                                  |                                                  |                                                  |                                                  |                                                  |                                                  |                                                  |                                                  |                                                  |                                                  |                                                  |                                                  |                                                  |                                                  |                                                  |                                                  |                                                  |                                                  |

### Climat
Pour des articles plus généraux, voir Climat des Pays de la Loire et Climat de la Vendée.
En 2010, le climat de la commune est de type climat océanique altéré, selon une étude du CNRS s'appuyant sur une série de données couvrant la période 1971-2000. En 2020, Météo-France publie une typologie des climats de la France métropolitaine dans laquelle la commune est exposée à un climat océanique et est dans la région climatique  Bretagne orientale et méridionale, Pays nantais, Vendée, caractérisée par une faible pluviométrie en été et une bonne insolation. 
Pour la période 1971-2000, la température annuelle moyenne est de 11,8 °C, avec une amplitude thermique annuelle de 14 °C. Le cumul annuel moyen de précipitations est de 824 mm, avec 12,2 jours de précipitations en janvier et 6,3 jours en juillet. Pour la période 1991-2020, la température moyenne annuelle observée sur la station météorologique de Météo-France la plus proche, « St-Fulgent_sapc », sur la commune de Saint-Fulgent à 5 km à vol d'oiseau, est de 12,6 °C et le cumul annuel moyen de précipitations est de 815,9 mm,. Pour l'avenir, les paramètres climatiques de la commune estimés pour 2050 selon différents scénarios d'émission de gaz à effet de serre sont consultables sur un site dédié publié par Météo-France en novembre 2022.

## Urbanisme

### Typologie
Au 1er janvier 2024, Vendrennes est catégorisée bourg rural, selon la nouvelle grille communale de densité à sept niveaux définie par l'Insee en 2022.
Elle est située hors unité urbaine. Par ailleurs la commune fait partie de l'aire d'attraction des Herbiers, dont elle est une commune de la couronne,. Cette aire, qui regroupe 15 communes, est catégorisée dans les aires de 50 000 à moins de 200 000 habitants,.

### Occupation des sols
L'occupation des sols de la commune, telle qu'elle ressort de la base de données européenne d’occupation biophysique des sols Corine Land Cover (CLC), est marquée par l'importance des territoires agricoles (77,8 % en 2018), en diminution par rapport à 1990 (80 %). La répartition détaillée en 2018 est la suivante : 
terres arables (43,8 %), zones agricoles hétérogènes (32,9 %), forêts (14,7 %), zones urbanisées (7,2 %), prairies (1,1 %), eaux continentales (0,3 %). L'évolution de l’occupation des sols de la commune et de ses infrastructures peut être observée sur les différentes représentations cartographiques du territoire : la carte de Cassini (XVIIIe siècle), la carte d'état-major (1820-1866) et les cartes ou photos aériennes de l'IGN pour la période actuelle (1950 à aujourd'hui).

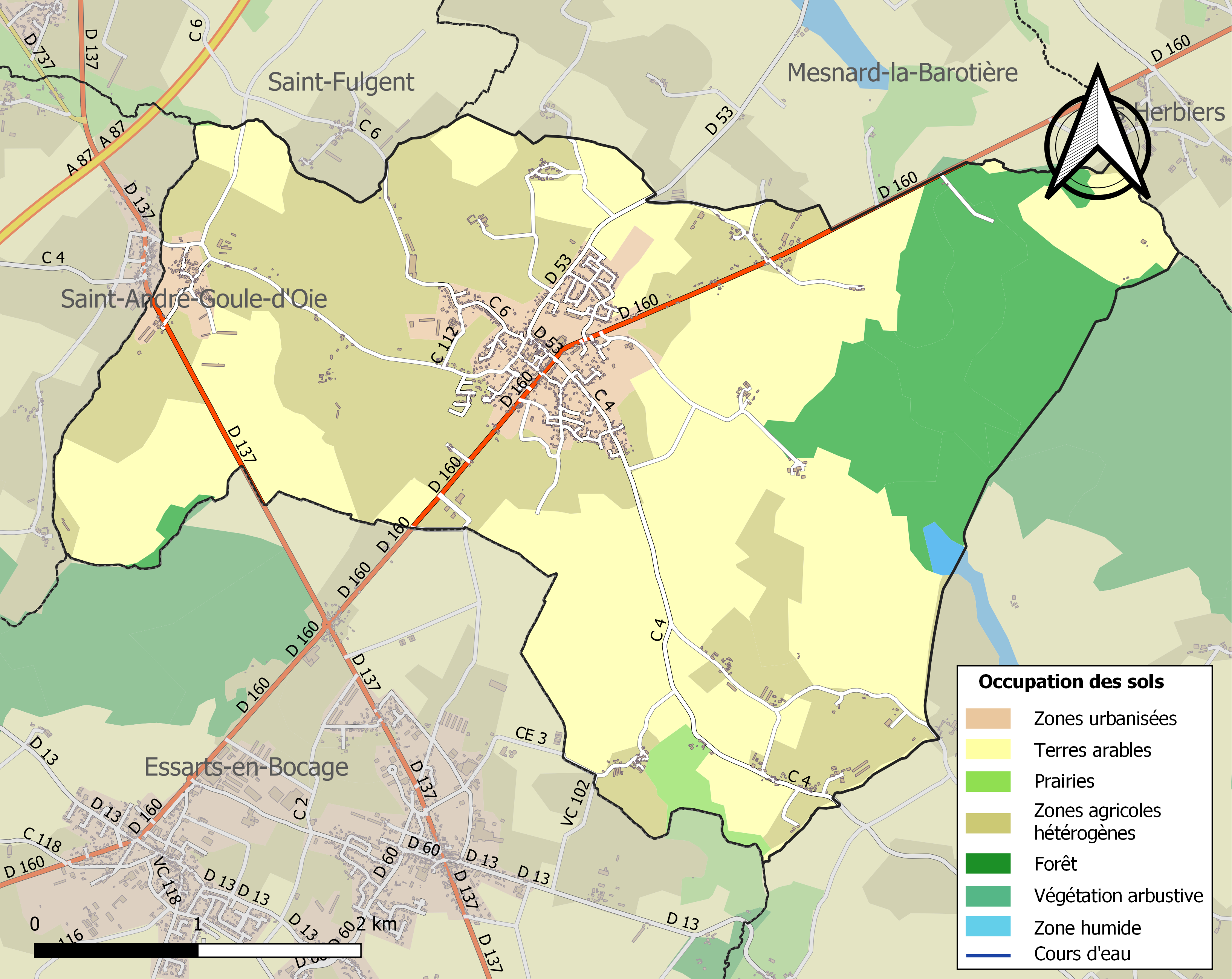
Carte des infrastructures et de l'occupation des sols de la commune en 2018 (CLC).

## Histoire

### Moyen Âge
Le vieux château de Vendrennes fut le siège de la châtellenie de Vendrennes. Celle-ci fut annexée à la baronnie voisine de Mouchamps, qui relevait elle-même de l'immense vicomté de Thouars.
Cette châtellenie de Vendrennes couvrait pratiquement toute la paroisse. Elle était à l'origine une petite clairière au centre d'une grande forêt appelée « Vendrina ». La châtellenie s'étendit ensuite au gré des défrichements. Les restes de cette forêt sont aujourd'hui facilement localisables : forêts domaniales du parc Soubise et de l'Hébergement et bois du Défend.
Les informations concernant l'époque médiévale nous sont connues grâce aux archives de la baronnie du Parc Soubise et à quelques chartes du prieuré de Bois-Goyer. Ce dernier, situé à Vendrennes, était un monastère d'hommes et de femmes dépendant de l'abbaye Notre-Dame de Fontevraud maison-mère de l'Ordre de Fontevraud. Le titre en vertu duquel Rainier de Mouchamps donne à la communauté de Fontevraud, trois manses de terre sises à Bois-Goyer avec le terrage et la dîme, permet de dater la fondation du prieuré entre 1117 et 1140. Ce don est confirmé et augmenté par Pierre de Pareds, dont Rainier était le vassal. Puis le seigneur de Pareds est imité, jusque vers le milieu du XIIe siècle, par divers parents et voisins dont Enjobaudus Goellus (Enjubaud Goyau ou Goyer selon les traductions) et son fils.

### Révolution
À la suite de l'insurrection des Vendéens contre la levée en masse de 300 000 hommes pour servir aux frontières (décrétée le 23 février 1793 par la Convention), la paroisse de Vendrennes se trouva en plein milieu de la zone insurgée. Le 19 mars 1793, non loin de là, au village de la Guérinière, une armée de métier républicaine est défaite pour la première fois par des paysans vendéens, parmi lesquels des Vendrennais.

#### Organisation de la paroisse
Pendant les guerres de Vendée, le comité royaliste de la paroisse comprenait les dénommés Savarit (maire et garde-chasse), Chataignier (maréchal), Michenaud et François Boisson (propriétaire et sous-lieutenant dans l'Armée catholique et royale).
François Petit fut capitaine de paroisse, né à Vendrennes hameau de la Touche-Boudaud en octobre 1772, fils du bordier François Petit et de Marie-Anne Guignard tuée par les Républicains le 4 février 1794. François épousa la fille d'un maréchal et fut lui-même maréchal-ferrant à la Touche. Il mourut en 1827 maire de Vendrennes et son fils épousa une fille Boisson en 1829.

#### Les colonnes infernales
Du fait de sa position au carrefour des deux axes majeurs du département (Nantes - Bordeaux et Les Sables-d'Olonne - Angers), Vendrennes était vulnérable à toute incursion ennemie. De nombreux massacres furent commis par les armées républicaines dont deux ont particulièrement marqué la mémoire de la paroisse :
- le premier est celui du parc Soubise (situé dans la paroisse voisine de Mouchamps), le 31 janvier 1794[19]. À cette époque, les colonnes infernales sillonnaient la contrée et la mettaient à feu et à sang pour punir ses habitants d'avoir soutenu activement la cause royaliste. Alors qu'elle vient d'épargner les habitants du Boupère, la colonne de Lachenay massacre 200 femmes, enfants et vieillards dans la cour du château et incendie celui-ci. Jean-Baptiste Mérit[20], alors âgé de huit ans et un des seuls rescapés de la tuerie en laisse le témoignage suivant : « Nous étions, mon frère et moi, à pêcher des verdons sur les bords du Lay, quand nous fûmes saisis par des soldats. On nous mena au milieu d'une troupe de pauvres gens de tout âge, marchant deux à deux, comme des moutons. Je reconnus beaucoup de mes parents et de mes amis [...]. Arrivé dans la cour du château du Parc-Soubise, je vis des bleus mettre le feu au château. Pendant que le château brûlait, les soldats nous placèrent sur deux rangs et tirèrent sur tout le monde à bout portant. Ma cousine tomba près de moi et quand il ne resta plus que deux ou trois enfants qui avaient été manqués, le chef cria : « C'est assez ». Alors j'ai été sauvé »[21] ,[22].
- le second eut ensuite lieu au bourg même de la paroisse de Vendrennes, le 21 février 1794.

#### Conséquences des guerres de Vendée
Tandis que la population, en 1790, était estimée à environ 800 âmes, le recensement de 1800 ne comptabilisait que 336 Vendrennais. Il faudra attendre le milieu du XIXe siècle pour que la commune retrouve son niveau démographique d'avant 1793.
On dénombra environ 82 maisons brûlées en 1794. En 1809, seuls 40 bâtiments étaient reconstruits.

## Toponymie
Plusieurs noms évoquant Vendrennes nous sont parvenus :									
- 1135 : Vendrina,
- XIVe siècle : De Vendrinna,
- 1474 : Vendrines,
- 1533 : Vendrennae,
- 1648 : Vendrainne,
- XVIIIe siècle : Vendrina et Notre-Dame de Vendrennes.

## Politique et administration

### Tendances politiques et résultats

#### Élections présidentielles, résultats des deuxièmes tours
- Élection présidentielle de 2002 : 89,61 % pour Jacques Chirac (RPR), 10,31 % pour Jean-Marie Le Pen (FN), 83,76 % de participation.
- Élection présidentielle de 2007 : 57,74 % pour Nicolas Sarkozy (UMP), 42,26 % pour Ségolène Royal (PS), 90,54 % de participation.
- Élection présidentielle de 2012 : 56,29 % pour Nicolas Sarkozy (UMP), 43,71 % pour François Hollande (PS), 88,43 % de participation.
- Élection présidentielle de 2017 : 70,67 % pour Emmanuel Macron (LaREM), 29,33 % pour Marine Le Pen (FN), 88,26 % de participation.
- Élection présidentielle de 2022 : 60,95 % pour Emmanuel Macron (LaREM), 39,05 % pour Marine Le Pen (Rassemblement National), 82,51 % de participation.

#### Élections législatives, résultats des deuxièmes tours
- Élections législatives de 2002 : Philippe de Villiers (MPF) élu dès le premier tour avec 57,69 % des suffrages, 70,90 % de participation.
- Élections législatives de 2007 : Véronique Besse (MPF) élue dès le premier tour avec 63,55 % des suffrages, 61,91 % de participation.
- Élections législatives de 2012 : Véronique Besse (DVD) élue dès le premier tour avec 62,54 % des suffrages, 58,71 % de participation.
- Élections législatives de 2017 : 61,71 % pour Martine Leguille-Balloy (LREM), 38,29 % pour Wilfrid Montassier (UDI), 49,72 % de participation.
- Élections législatives de 2022 : 70,60 % pour Véronique Besse (DVD), 29,40 % pour Martine Leguille-Balloy (LREM), 36,93 % de participation.

#### Élections européennes, résultats des deux meilleurs scores
- Élections européennes de 2004 : 51,37 % pour Philippe de Villiers (MPF), 14,21 % pour Bernard Poignant (PS), 42,35 % de participation[24].
- Élections européennes de 2009 : 42,86 % pour Philippe de Villiers (MPF), 15,98 % pour Christophe Béchu (UMP), 41,41 % de participation[24].
- Élections européennes de 2014 : 24,83 % pour Alain Cadec (UMP), 20,54 % pour Renaud Muselier (UMP), 40,99 % de participation[24].
- Élections européennes de 2019 : 31,97 % pour Nathalie Loiseau (LREM/MoDem), 20,54 % pour Jordan Bardella (RN), 48,77 % de participation[24].
- Élections européennes de 2024 : 36,88 % pour Jordan Bardella (RN), 19,73 % pour Valérie Hayer (RE), 46,07 % de participation[24].

#### Élections régionales, résultats des deuxièmes tours
- Élections régionales de 2004 : 63,06 % pour François Fillon (UMP), 36,94 % pour Jacques Auxiette (PS), 61,74 % de participation[25].
- Élections régionales de 2010 : 50 % pour Jacques Auxiette (PS), 50 % pour Christophe Béchu (UMP), 45,97 % de participation[26].
- Élections régionales de 2015 : 61,19 % pour Bruno Retailleau (LR), 20,75 % pour Christophe Clergeau (PS), 18,06 % Pascal Gannat (FN), 57,86 % de participation[27].
- Élections régionales de 2021 : 60,87 % pour Christelle Morançais (UDC), 17,39 % pour Matthieu Orphelin (EELV), 14,86 % pour Hervé Juvin (RN), 22,14 % de participation[28].

#### Référendums
- Référendum de 2005 relatif au traité établissant une Constitution pour l’Europe : 57,14 % pour le Non, 42,86 % pour le Oui, 74,27 % de participation[29].

### Liste des maires
| Période                                  | Période     | Identité                   | Étiquette    | Qualité                             |
| ---------------------------------------- | ----------- | -------------------------- | ------------ | ----------------------------------- |
| ?                                        | Années 1790 | René Savarit               |              |                                     |
| Années 1840                              | Années 1840 | Jacques Mariteau           |              | Boulanger                           |
| 1843                                     | ?           | Charles-Henri Durand       |              |                                     |
|                                          | 1871        | Charles Durand             |              |                                     |
| 1871                                     | 1881        | Charles Baudry             |              |                                     |
| 1881                                     | 1889        | Sébastien You              |              | Réélu en 1884 et 1888               |
| 1889                                     | 1896        | Louis Roger                |              |                                     |
| 1896                                     | 1933        | Guillaume de Chabot        |              |                                     |
| 1933                                     | 1945        | Léopold Robert (Jean Yole) | Conservateur | Médecin, écrivain, homme politique. |
| 1947                                     | 1977        | Alfred Dronneau            |              |                                     |
| 1977                                     | 1983        | Robert Baizet              |              |                                     |
| 1983                                     | 1995        | Anne Brosset               |              |                                     |
| 1995                                     | avril 2015  | Claude Rousseau,           | DVD          | Chef d'entreprise                   |
| avril 2015                               | en cours    | Roselyne Phlipart          |              | Agricultrice                        |
| Les données manquantes sont à compléter. |             |                            |              |                                     |

### Arrondissement
Vendrennes fait partie de l'arrondissement de La Roche-sur-Yon.

### Canton
Vendrennes faisait partie du canton des Herbiers. À la suite de la refonte de la carte cantonale, depuis 2015 elle fait partie du canton de Montaigu.

### Intercommunalité
Vendrennes fait partie de la communauté de communes du Pays-des-Herbiers et du canton de Montaigu.

### Jumelages
Le comité de jumelage du pays des Herbiers a noué des relations fortes avec trois villes jumelées :
- Newtown (Pays de Galles) depuis 1999 ;
- Coria (Espagne) depuis 2000 ;
- Liebertwolkwitz (Allemagne) depuis 2005  (depuis 1995 avec Les Épesses).

## Population et société

### Démographie

#### Évolution démographique
L'évolution du nombre d'habitants est connue à travers les recensements de la population effectués dans la commune depuis 1800. Pour les communes de moins de 10 000 habitants, une enquête de recensement portant sur toute la population est réalisée tous les cinq ans, les populations de référence des années intermédiaires étant quant à elles estimées par interpolation ou extrapolation. Pour la commune, le premier recensement exhaustif entrant dans le cadre du nouveau dispositif a été réalisé en 2006.

En 2022, la commune comptait 1 802 habitants, en évolution de +5,32 % par rapport à 2016 (Vendée : +5,33 %, France hors Mayotte : +2,11 %).
| 1800 | 1806 | 1821 | 1831 | 1836 | 1841 | 1846 | 1851  | 1856 |
| ---- | ---- | ---- | ---- | ---- | ---- | ---- | ----- | ---- |
| 336  | 365  | 668  | 769  | 804  | 887  | 946  | 1 007 | 978  |

| 1861 | 1866 | 1872 | 1876 | 1881 | 1886 | 1891  | 1896 | 1901 |
| ---- | ---- | ---- | ---- | ---- | ---- | ----- | ---- | ---- |
| 914  | 940  | 967  | 994  | 964  | 954  | 1 001 | 978  | 956  |

| 1906 | 1911 | 1921 | 1926 | 1931 | 1936 | 1946 | 1954 | 1962 |
| ---- | ---- | ---- | ---- | ---- | ---- | ---- | ---- | ---- |
| 942  | 914  | 827  | 773  | 762  | 760  | 824  | 777  | 816  |

| 1968 | 1975 | 1982 | 1990 | 1999  | 2006  | 2011  | 2016  | 2021  |
| ---- | ---- | ---- | ---- | ----- | ----- | ----- | ----- | ----- |
| 785  | 808  | 862  | 989  | 1 071 | 1 327 | 1 536 | 1 711 | 1 791 |

| 2022  | - | - | - | - | - | - | - | - |
| ----- | - | - | - | - | - | - | - | - |
| 1 802 | - | - | - | - | - | - | - | - |

#### Pyramide des âges
En 2018, le taux de personnes d'un âge inférieur à 30 ans s'élève à 41,4 %, soit au-dessus de la moyenne départementale (31,6 %). À l'inverse, le taux de personnes d'âge supérieur à 60 ans est de 15,8 % la même année, alors qu'il est de 31,0 % au niveau départemental.
En 2018, la commune comptait 888 hommes pour 855 femmes, soit un taux de 50,95 % d'hommes, largement supérieur au taux départemental (48,84 %).
Les pyramides des âges de la commune et du département s'établissent comme suit.
| Hommes | Classe d’âge | Femmes |
| ------ | ------------ | ------ |
| 0,3    | 90 ou +      | 1,2    |
| 5,1    | 75-89 ans    | 6,4    |
| 9,2    | 60-74 ans    | 9,3    |
| 20,4   | 45-59 ans    | 18,1   |
| 23,4   | 30-44 ans    | 23,8   |
| 16,2   | 15-29 ans    | 15,7   |
| 25,4   | 0-14 ans     | 25,4   |

| Hommes | Classe d’âge | Femmes |
| ------ | ------------ | ------ |
| 0,8    | 90 ou +      | 2,2    |
| 8,7    | 75-89 ans    | 11,1   |
| 20,3   | 60-74 ans    | 21,3   |
| 20     | 45-59 ans    | 19,4   |
| 17,5   | 30-44 ans    | 16,8   |
| 15     | 15-29 ans    | 13,2   |
| 17,7   | 0-14 ans     | 16,1   |

### Enseignement
Vendrennes est rattachée à l'académie de Nantes. La commune possède une école (à la fois maternelle et primaire) :
- École privée Marie-Godet[37].

Il n'existe pas d'école publique dans la commune.

### Sports
La commune de Vendrennes possède plusieurs clubs de sports :
- Football : l'Union sportive Mesnard-Vendrennes (USMV), issu de la fusion des clubs voisins de Vendrennes et de Mesnard-la-Barotière. Les équipes fanions et réserves évoluent respectivement en 3e et 4e divisions de district. Depuis 2019, le club possède une équipe féminine[38],[39].
- Volley-ball : le Vendrennes Volley-Ball (VVB). L'équipe féminine a évolué en Pré-nationale Féminine (soit le 5e échelon national) pendant 5 saisons (de 2013 à 2018). Elle évolue aujourd'hui en Départementale Féminine (7e et dernier échelon national) . L'équipe masculine quant à elle, évolue depuis 2017 en Régionale Masculine (7e échelon national). Le club à notamment remporté la Coupe de Vendée Féminine 2018 et organisé Festyvolley en Juin 2022. Il a également remporté à plusieurs reprises le Challenge de Vendée[40],[41].
- Tennis de table : Entente Sportive Sainte Flo-Vendrennes.
- Fléchettes : Le Coin des Dartistes[42].

## Économie

### Secteurs d'activités
Effectifs salariés par secteur en % (en 2012) :
- Agriculture : 4,4 %
- Industrie : 34,59 %
- Commerce, service et transports : 38,05 %
- Construction : 13,52 %
- Administration publique : 9,43 %

Nombre d'établissements actifs par secteur (en 2012) :
- Agriculture : 22
- Industrie : 6
- Construction : 15
- Services : 30
- Commerces : 9
- Administration publique : 6
- Total : 79

### Chômage
Vendrennes se situe dans le nord-est de la Vendée, un bassin d'emploi dynamique, locomotive économique du département. À tel point que les spécialistes parlent de « miracle économique vendéen ». Par conséquent, le taux de chômage à Vendrennes est relativement faible. Fin 2013, il représentait 5,9 % de la population active, contre 9 % en Vendée et 9,8 % dans la France entière.

### Revenus de la population et fiscalité
En 2010, le revenu net moyen imposable de l'ensemble des foyers fiscaux par ménage à Vendrennes était de 20 327 €.
En 2012, le taux de la taxe d'habitation s'élevait à 24,07 % soit 739 €/habitant.
En 2013, le montant de l'endettement de la commune s'élevait à 744 €/habitant en moyenne.

### Tourisme
Le camping de la Motte, situé à 20 minutes du Puy-du-Fou et à 55 minutes des Sables-d'Olonne, a une capacité de 83 emplacements.

## Culture locale et patrimoine

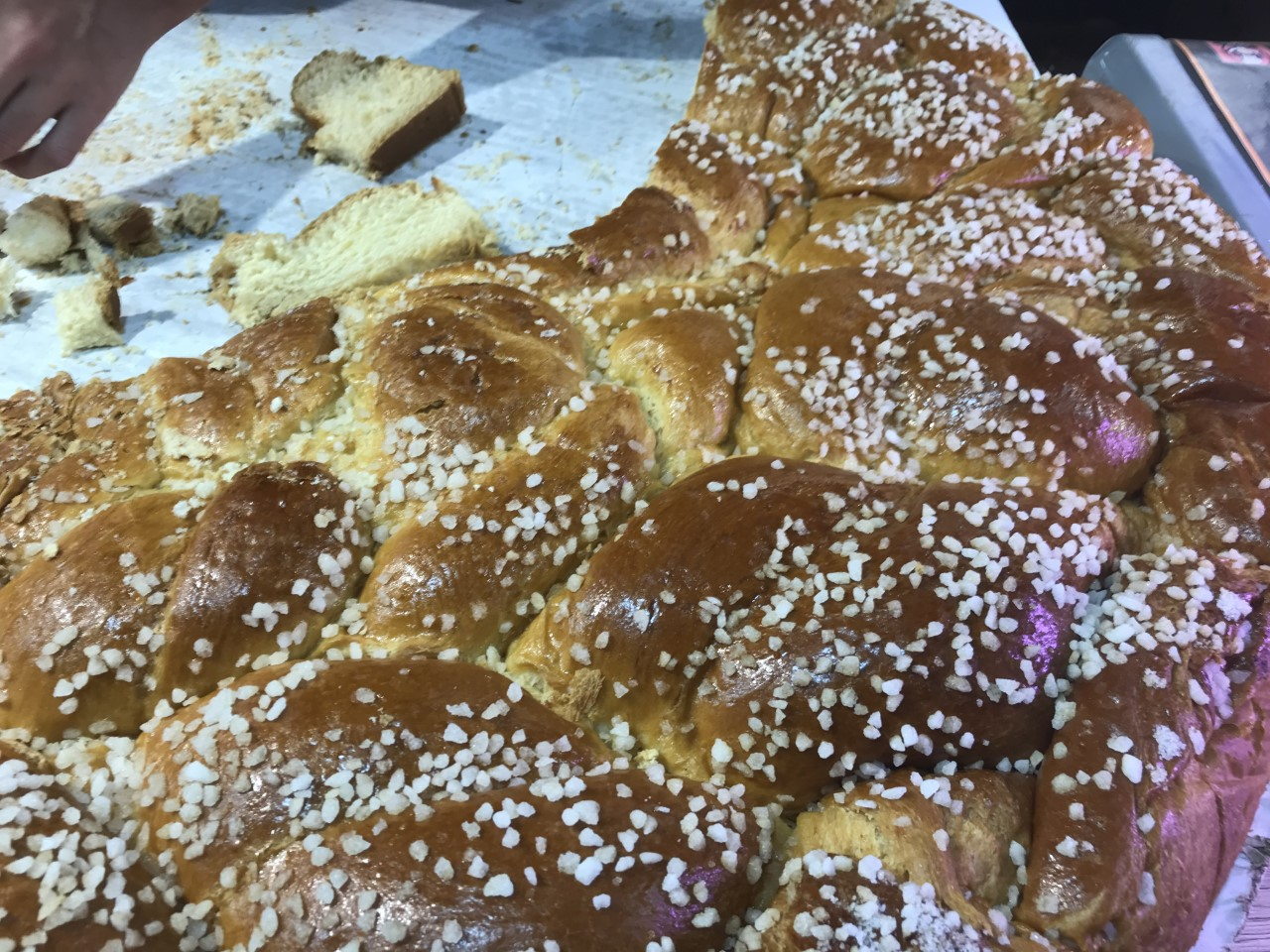
Brioche de Vendrennes.

### Gastronomie
La cité tient sa renommée de la fameuse brioche vendéenne.

### Lieux et monuments

#### Château féodal

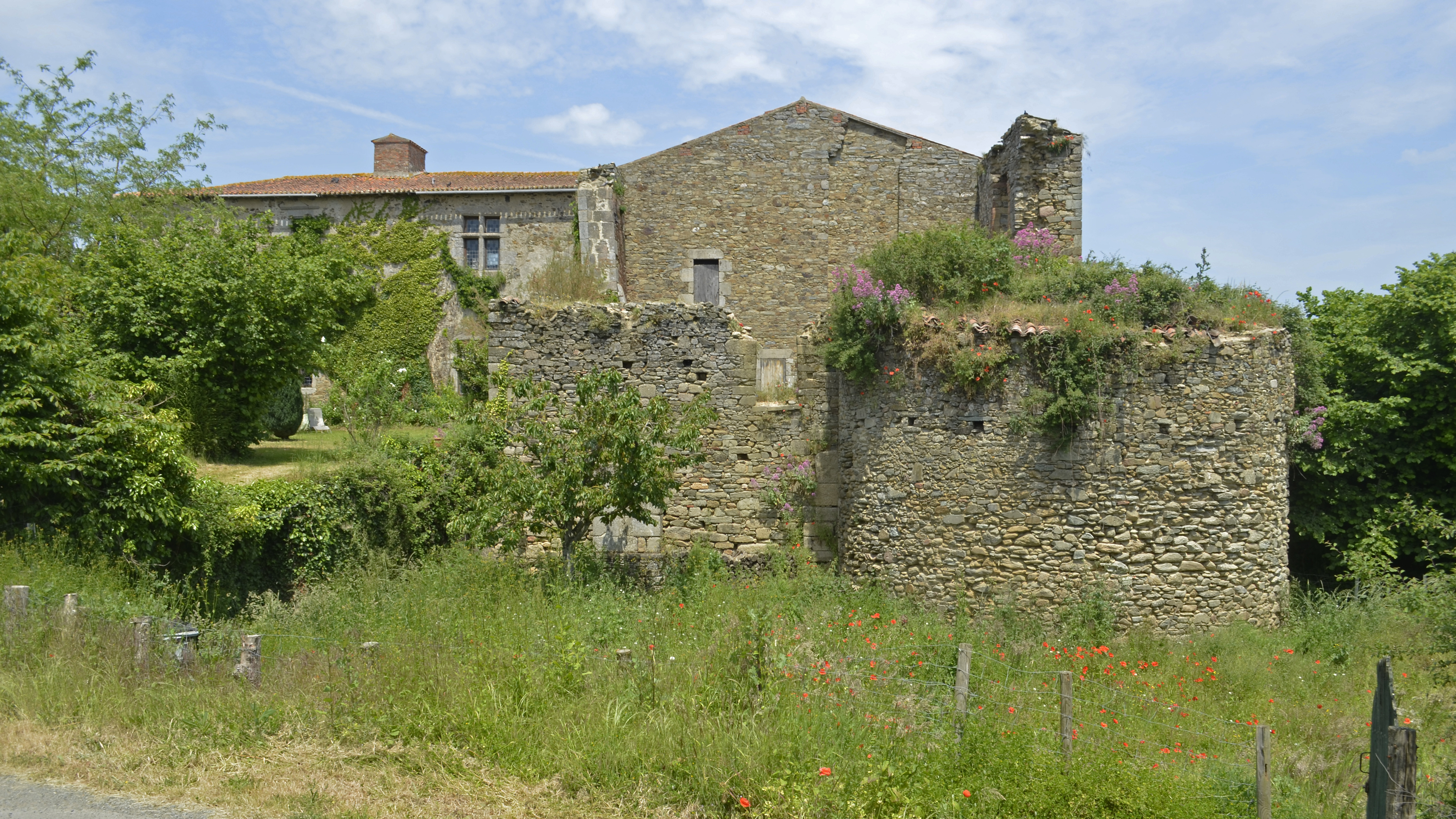
Château de Vendrennes.

Le château de Vendrennes est à l'origine le siège d'une châtellenie relevant de la vicomté de Thouars. En 1230, la marquise de Mauléon, veuve de Guillaume de Lusignan, est qualifiée de dame de Mouchamps et de Vendrennes. Aux XIVe et XVe siècles, elle est la possession des Belleville, des Clisson mais aussi du roi de France qui confisque les biens d'Olivier III de Clisson et de sa femme, pour collaboration avec les Anglais. À l'aube du XVIe siècle et jusqu'en 1789, la demeure revient aux seigneurs de Mouchamps, qui résident  alors au château du Parc-Soubise. Le vieux château garde son aspect médiéval et sert de résidence au fermier général. Fin 1989, la découverte de vestiges d'une église romane dans l'enceinte fortifiée permet d'affirmer que le donjon primitif appartient à une catégorie connue et limitée : celle des donjons romans de type niortais. De forme carrée, muni aux angle de tours rondes pleines et arborant sur au moins deux des côtés des  contreforts semi-circulaires pleins. Incendié en 1794 mais toujours habitable, il est  Inscrit MH (1991) en 1991.

#### Église Notre-Dame-de-l'Assomption de Vendrennes
L'église de Vendrennes est dite neuve en 1629 : selon les archives, le 17 juin 1629, une première messe y est célébrée. Celle-ci remplace une église plus ancienne. En 1853, l'évêque constate qu'elle est toujours si peu en rapport avec la vivacité de la foi et l'importance de la population. Le 23 octobre de la même année, le conseil de fabrique se réunit et vote la construction de la nouvelle église. À la fin de 1856, elle est terminée et le clocher est élevé, mais l'intérieur reste nu. Le 5 septembre 1876, l'église est consacrée par Jules-François Le Coq, évêque de Luçon, sous le vocable de Notre-Dame-de-l'Assomption. L'aménagement de l'intérieur se fait donc progressivement. Les bancs sont installés en 1857, la sacristie et l'autel de la Vierge en 1858, le chemin de croix en 1861, le maître-autel en 1865, les six vitraux en 1869 et enfin, en 1874, l'autel saint Joseph. Ce bas-relief représente la Sainte famille dans l'atelier du charpentier. Marie file la quenouille pendant que Joseph et Jésus scient une planche ensemble.
Depuis le 13 octobre 2020, l'église est fermée au public et ne sera rouverte « qu'après conformation ou réalisation de l'ensemble des travaux conformément à la réglementation en vigueur ». Cette décision fait suite à l'arrêté municipal n°2020-103, en date du 13 octobre 2020, pris par le maire de Vendrennes en vertu des articles L 2212.1 et L 2212.2 du code général des collectivités territoriales (CGCT) et R 123.46 et R 111-19 à R 111-19-30 du code de la construction et de l'habitation  et de l'arrêté préfectoral no  01/CAB-SIDPC/113 qui font « considérer que la sécurité du public est gravement et immédiatement menacée ».

#### Logis de la Noue
Au XVIIIe siècle, les archives signalent la présence à La Noue du « noble homme Jacques Louis Boisson, sieur de l'Humeau et de la Noue, de son épouse M.A. Fumoleau et leurs trois garçons ». Cette famille Boisson aménage les parties droite et centrale de l'ancien logis au début du XIXe siècle. Elle vend La Noue en 1891 à Benjamin Boisdé, notaire au Boupère. Une de ses filles, Marie Josèphe, épouse en 1906 Léopold Robert, dit Jean Yole, médecin à Soullans. Ils s'installent à La Noue en 1924 où ils bâtissent l'aile gauche de la demeure.
L'intérieur du logis de la Noue a conservé l'ensemble de son décor de la fin du XIXe siècle. Dans la grande cuisine, la cheminée et son tournebroche, la massive table de chêne, les ustensiles de cuivre suspendus à un potager couvert de céramiques conservaient l'authenticité des lieux. Le cabinet d'écriture de Jean Yole est resté inchangé depuis sa mort en 1956.
À l'image des propriétés bourgeoises du XIXe siècle, les dépendances s'organisent à La Noue autour d'une vaste cour carrée. Chai et pressoir, écurie, sellerie, fruitier, bûcher, buanderie, garage, four, témoignent que l'on vit ici à la campagne. En 2014, la famille de Jean Yole cède le logis et le parc après avoir vendu aux enchères l'entièreté de tous les meubles et souvenirs liés à Jean Yole.

#### Monument à la Vierge Marie
Cet important monument religieux est érigé rue de la Madone, à l'intention de la Vierge Marie par une nièce des Boisson de La Noue. L'enclos est en partie détruit par la foudre en 1931 et reconstruit peu après. Le socle renferme un petit autel surmonté d'une colonne avec, au sommet, la statue de la Vierge. Quatre statues de pierre entourent l'ensemble : les archanges saint Gabriel et saint Michel et les religieux, saint Bernard et saint Dominique.

#### Autres lieux et monuments
- Ménagerie du Puy du Fou, gérée par Thierry Le Portier, dresseur des fauves des films Gladiator, Deux Frères, Le Pacte des loups[54].
- Ancienne cure : dernier bâtiment de la commune construit avant la Révolution, qui soit encore debout, si l'on excepte le château fort, partiellement ruiné.

#### Galerie photos

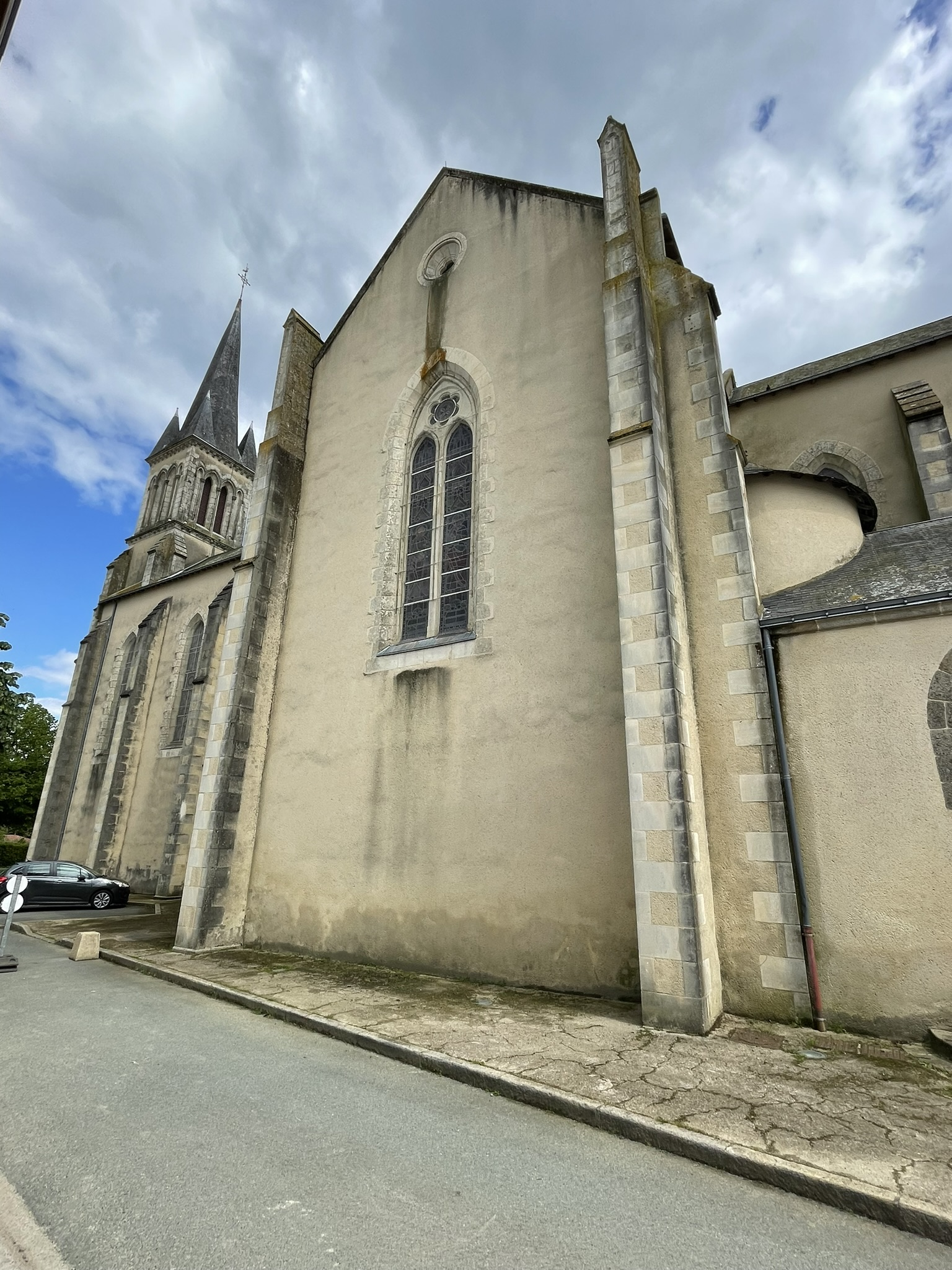
Église Notre-Dame de l'Assomption.
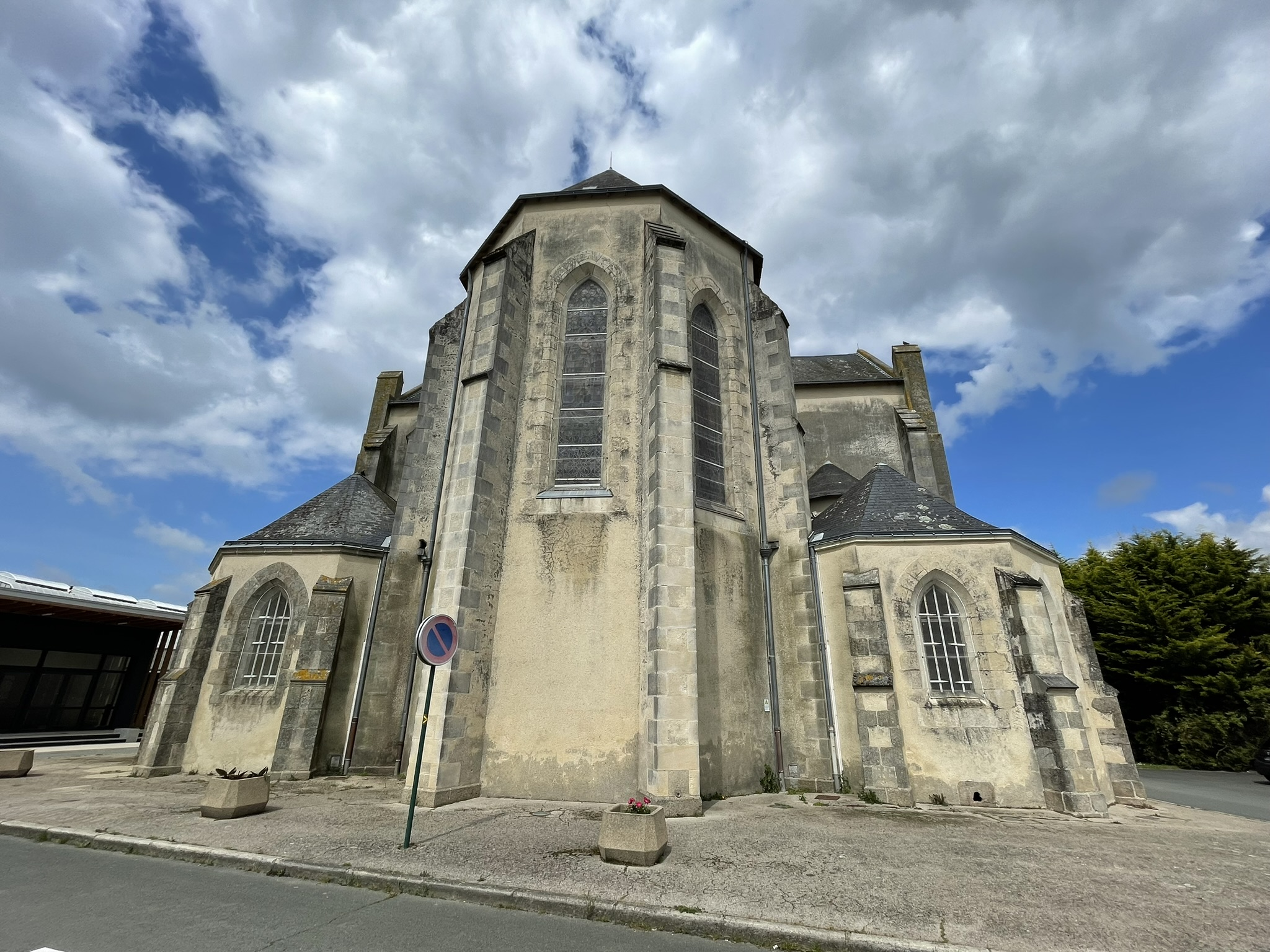
Chevet de l'église.
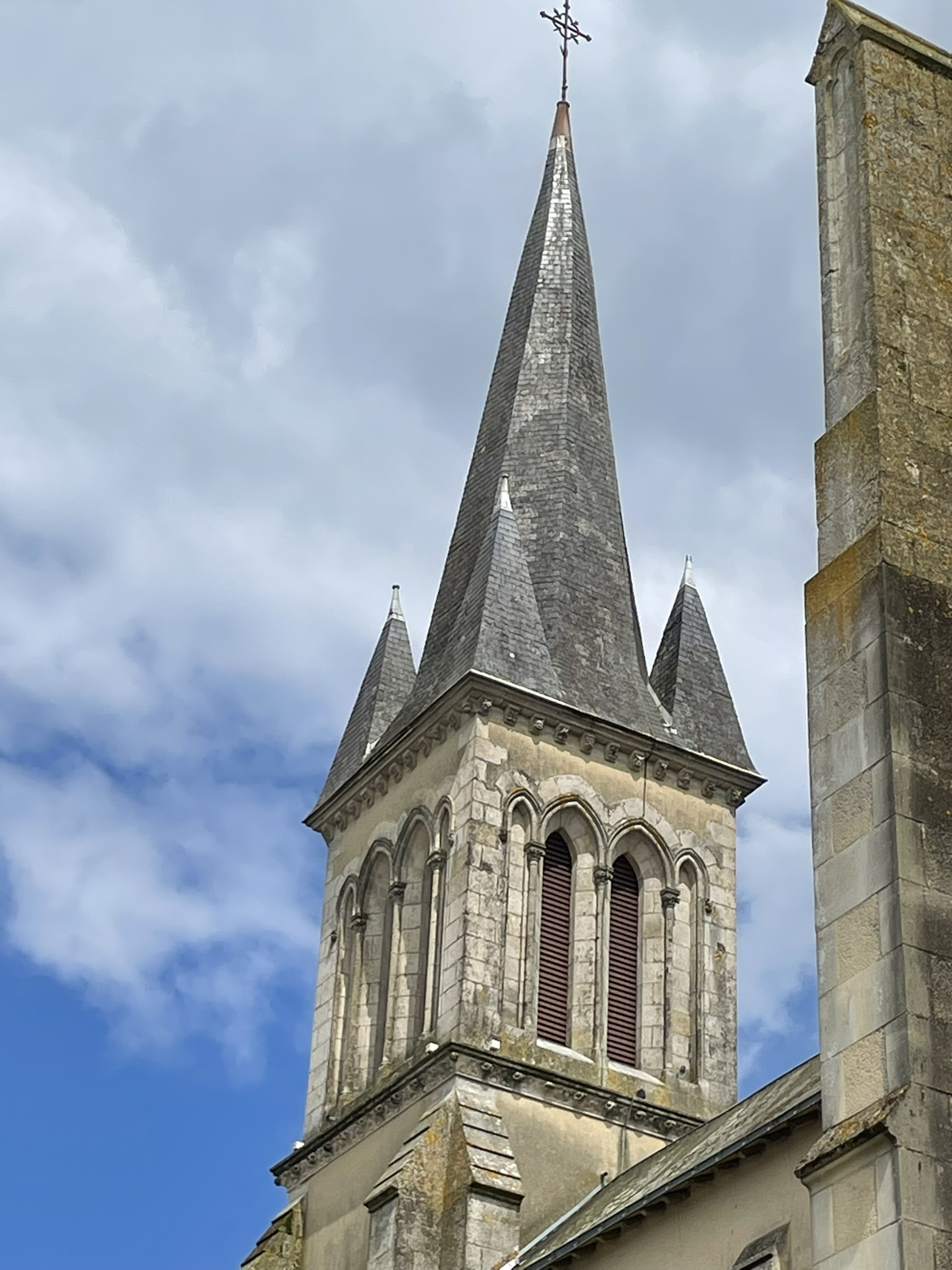
Clocher de l'église.
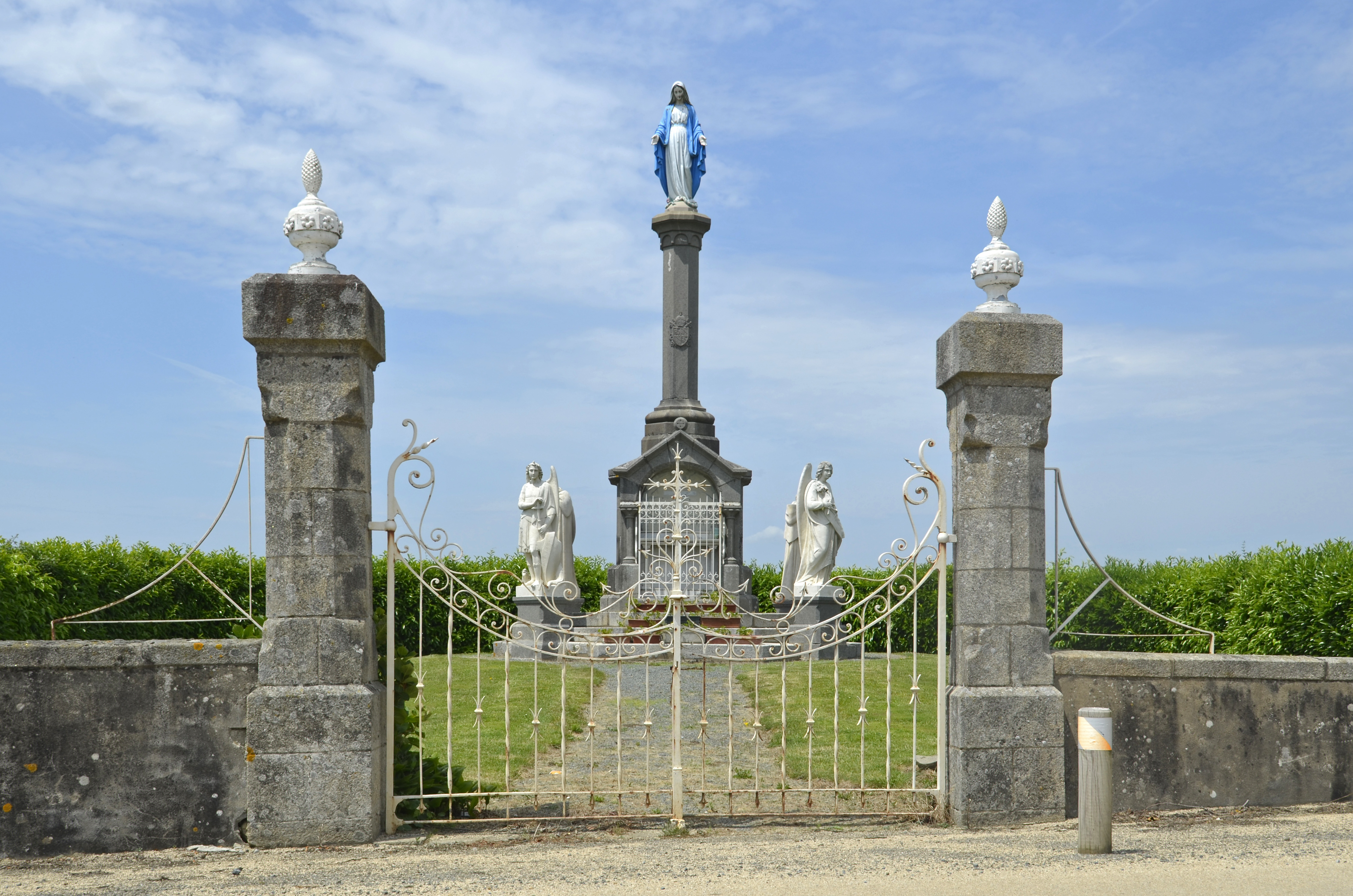
Monument à la Vierge Marie.
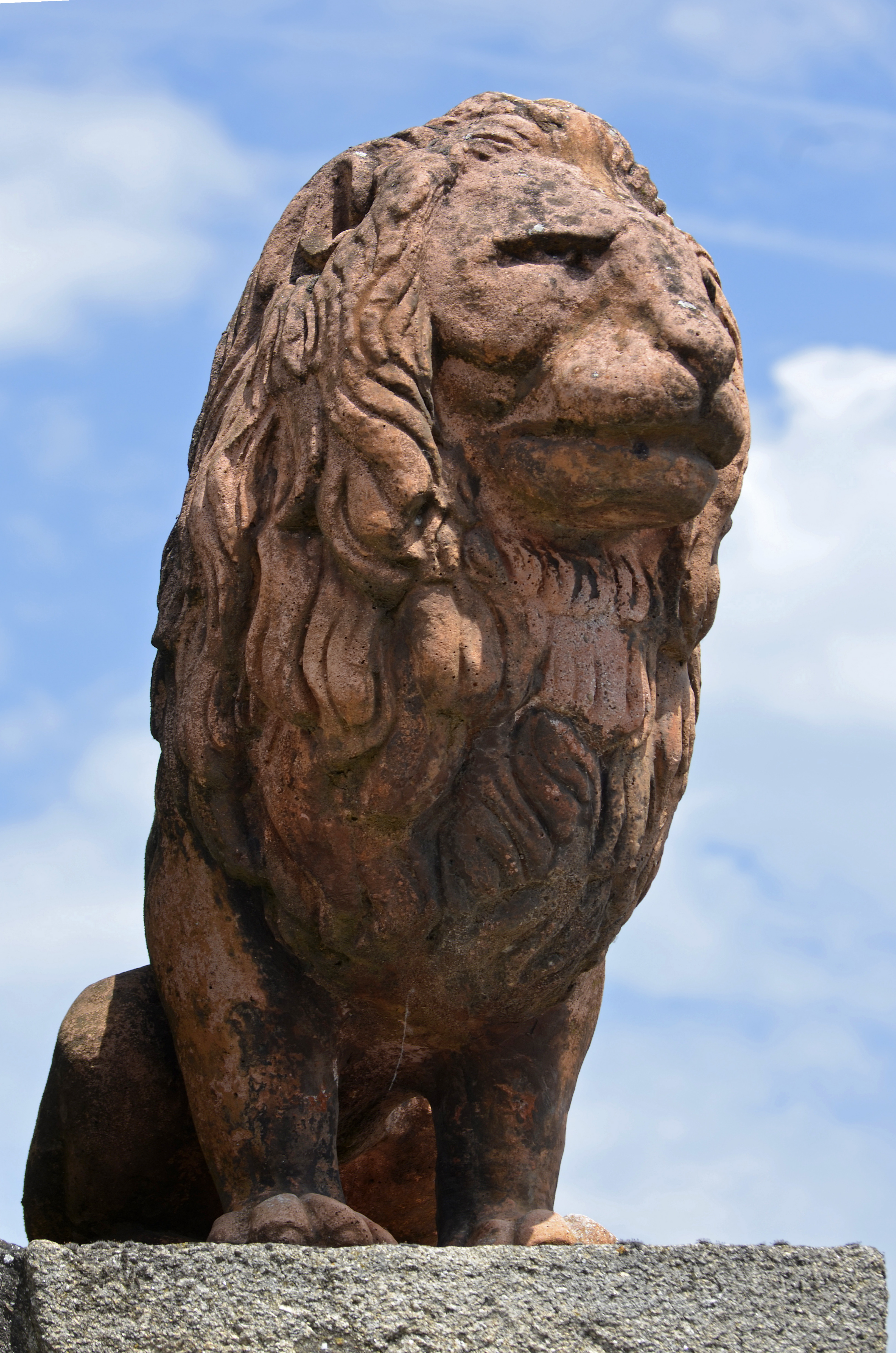
Sculpture de lion ornant un mur.
- Traversée de Vendrennes par la route départementale 160 (vidéo).

### Personnalités liées à la commune
- Léopold Robert dit Jean-Yole (1878-1956), écrivain et homme politique, maire de Vendrennes (1933-1945), sénateur de la Vendée (1936-1942), membre de l'Académie d'agriculture[55].
- Hubert Herbreteau (1948-), né à Vendrennes, évêque d'Agen[56].
- Sœur Saint-Joseph, née Marie Godet, fondatrice de l'école des filles de Vendrennes[57].

## Pour approfondir